# Andrzej Kusionowicz Grodyński
Andrzej Kusionowicz Grodyński (22. října 1861, Gdów – 24. července 1925, Cieszyn) byl polský právník, soudce, publicista a národní buditel. Jeho činnost je spjata zejména s oblastí Těšínska.
V letech 1889–1890 redigoval týdeník Gwiazdka Cieszyńska.